# Kraghave (Tingsted Sogn)
 For alternative betydninger, se Kraghave. (Se også artikler, som begynder med Kraghave)
Kraghave er en lille landsby på det vestlige Falster i Tingsted Sogn. Den hører til Guldborgsund Kommune i Region Sjælland. Landsbyen ligger nord for Nykøbing Falster langs Europavej E55. I praksis er den vokset sammen med Nykøbing.
Via en vej er den forbundet med Virket omkring 10 km mod nordøst. Den ligger ved siden af Bangsebro umiddelbart mod sydøst og Stubberup mod nord.
Kommunen driver et sprog- og integrationscenter i Kraghave, hvor udlændinge i kommunen får tilbud om danskundervisning.